# Madagascar aux Jeux olympiques d'été de 2004
Madagascar a envoyé 9 athlètes aux Jeux olympiques d'été de 2004 à Athènes en Grèce.

## Résultats

### Athlétisme
110 mètres haies hommes :
- Joseph Berlioz Randriamihaja
  - 1er tour : 13 s 46 (5e dans la série 5, Qualifié, 18e au total) (Record de Madagascar)
  - 2e tour : 13 s 64 (6e dans la série 1, éliminé, 23e au total)

100 mètres haies femmes :'
- Rosa Rakotozafy
  - 1er tour : 13 s 67 (7e dans la série 2, éliminée, 32e au total)

Marathon femmes :
- Clarisse Rasoarizay
  - 2 h 48 min 14 s (43e au total)

### Boxe
Poids mi-mouche hommes (- de 48 kg) :
- Lalaina Rabenarivo
  - 16e de finale : Perd contre Hong Moo-Won (Corée du Sud) (surclassé ; Round 3, 1:17)

Poids mouche hommes (- de 51 kg) :
- George Jouvin Rakotoarimbelo
  - 16e de finale : Perd contre Fuad Aslanov (Azerbaïdjan) (victoire facile)

### Judo
Moins de 52 kg femmes :
- Naina Cecilia Ravaoarisoa
  - 16e de finale : Perd contre Ilse Heylen (Belgique) (De-ashi-barai; w'ari ippon - 0:32)

### Natation
100 mètres brasse hommes :
- Jean Luc Razakarivony
  - Séries : 1:07.74 min (54e au total, éliminé)

50 mètres nage libre femmes :
- Aina Andriamanjatoarimanana
  - Séries : 29.35 s (56e au total, éliminée)

### Tennis
Simple dames:
- Dally Randriantefy
  - 1er tour : Perd contre Tatiana Perebiynis (Ukraine) (3 - 6, 4 - 6)